# Trupa Goofy
Trupa Goofy (în engleză: Goof Troop) este o serie de televiziune din seria de televiziune din Walt Disney Television Animation care se concentrează asupra relației între tatăl unic și fiul său Max, precum și pe vecinii lor Pete și pe familia sa. Creat de Robert Taylor și Michael Peraza, Jr., seria principală de 65 de episoade difuzate din 1992 până în 1993 pe blocul de programe Disney Afternoon, iar treisprezece episoade adiționale au fost difuzate în diminețile de duminică pe ABC. A fost produs și un episod de Crăciun, care a fost difuzat pe 1 noiembrie 1992.
Walt Disney Pictures a produs două filme bazate pe seria de televiziune: filmul teatral A Goofy Movie în 1995 și continuarea sa direct-pe-video Goofy și fiul la colegiu în 2000. 
În România, serialul s-a difuzat pe canalul de televiziune Disney Junior.